# Владимир Климовских
Владимир Ефимович Климовских е съветски щабен офицер, генерал-майор (от 1940 г.), участник в Първата и Втората световна война.

## Биография
Роден е на 27 май 1885 г. в град Коканд (сега в Узбекистан). На военна служба е от 1913 г. Участник в Първата световна война на длъжностите началник на конна разузнавателна команда, командир на рота, командир на батальон. От 1918 г. е в редиците на РККА. Участва в Гражданската война в Русия, където последователно е помощник началник-щаб на армия, началник-щаб на дивизия, началник на отдел в щаб на армия, командир на дивизия и войскова група.
След гражданската война е началник-щаб на стрелкови корпус, началник на отдел, помощник-началник в управлението на щабовете на военните окръзи. От декември 1932 до юни 1936 г. е на преподавателска работа във Военната академия „Фрунзе“. От юли 1936 г. е армейски помощник-инспектор, от февруари 1938 г. е старши преподавател в Генералщабната академия. От септември 1939 г. е заместник началник-щаб, от юли 1940 г. - началник-щаб на Западния специален военен окръг. Член на ВКП(б) от 1938 г.  Генерал-майор от 1940 г. 
В началото на Великата Отечествена война е началник-щаб на Западния фронт.
Във връзка с разгрома на войските на фронта в Бялисток-Минското сражение, на 8 юли 1941 г. е арестуван, обвинен в страливост, преднамерено лошо управление на войските на фронта и предаване на противника без бой.
На 22 юли 1941 г., с решение на Военната колегия на Върховния съд на СССР е осъден на разстрел. Присъдата е изпълнена на същия ден. Погребан е на подмосковския полигон на НКВД.
Посмъртно реабилитиран през 1957 г.

## Награди
- Орден „Червено знаме“